# Pindar (Fluss)
Der Pindar (auch Pindari) ist ein linker Nebenfluss der Alaknanda, dem linken Quellfluss des Ganges, im Himalaya im indischen Bundesstaat Uttarakhand.
Der Pindar entsteht am Pindarigletscher. Das Quellgebiet des Pindar wird von Nanda Kot (6861 m) und Changuch (6322 m) im Osten sowie Nanda Khat (6611 m) im Westen flankiert. Der Pindar fließt anfangs in südwestlicher Richtung durch den Distrikt Bageshwar und wendet sich nach etwa 50 km nach Westen und durchströmt im Mittel- und Unterlauf den äußersten Süden des Distrikts Chamoli. Am Flusslauf des Pindar liegen die Ortschaften Devaal, Tharali, Kulsari, Harmani, Meeng, Narain Bagar und Nalgaon. Der Pindar mündet schließlich bei Karanprayag in die Alaknanda. Der Pindar hat eine Länge von etwa 120 km. Der Pindar ist einer der wenigen frei fließenden Zuflüsse des oberen Ganges.